# هاتي بيشوب سبيد
هاتي بيشوب سبيد (بالإنجليزية: Hattie Bishop Speed)‏ هي فاعلة خير أمريكية، ولدت في عام 1858، وتوفيت في عام 1942.